# Meriré (kincstárnok)

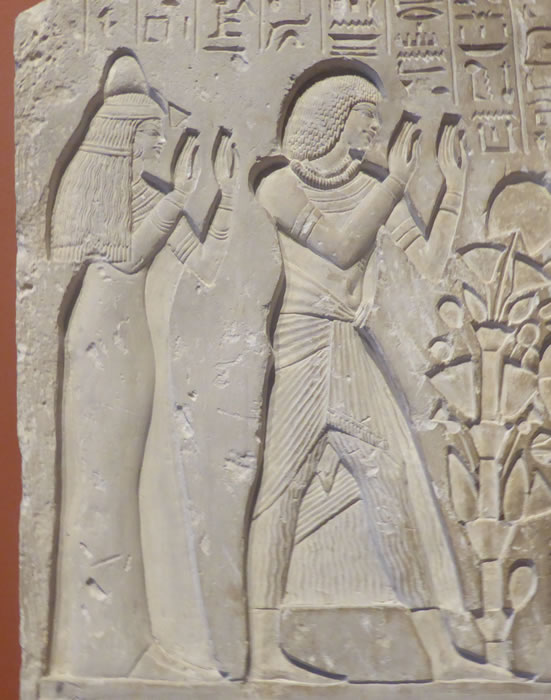
Relief Meriré sírjából (ma Bécsben)

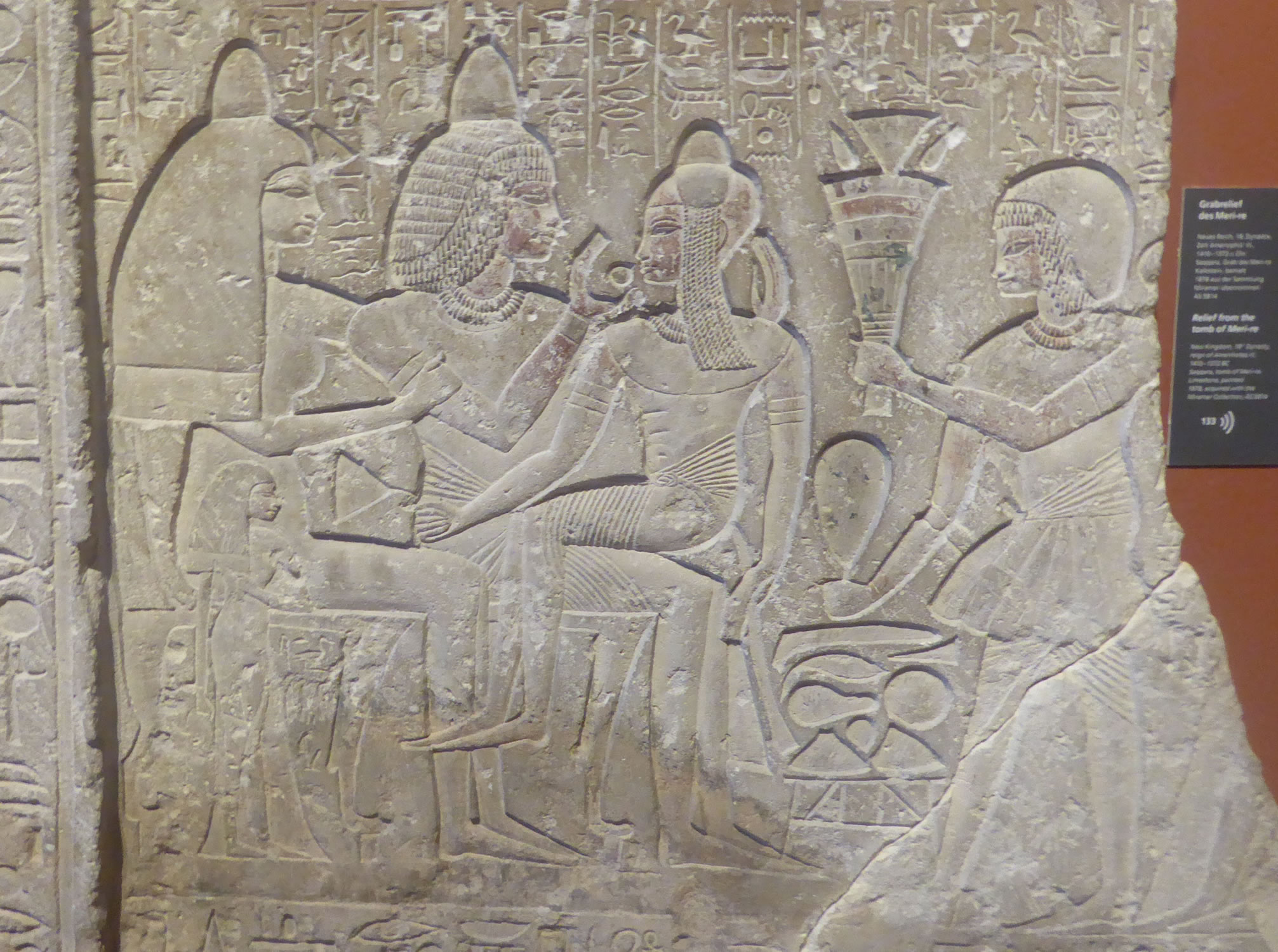
Relief Meriré sírjából: Meriré Sziatum herceggel a térdén

Meriré ókori egyiptomi hivatalnok volt a XVIII. dinasztia idején, III. Amenhotep uralkodásának vége felé. Kincstárnokként az udvar egyik legjelentősebb hivatalnoka volt, az uralkodó és a palota javait felügyelte.
Meriré csak szakkarai sírjából ismert, melyet röviddel 1982 előtt fedeztek fel a Bubaszteion nevű templomegyüttes területén. A sírt domborművek díszítik, melyek némelyikét kivágták és eladták a műkincspiacon. Ezek közül kettő ma a bécsi Kunsthistorisches Museumban található, ahová 1842 és 1866 közt kerültek (katalógusszám ÄS 5814 és 5815). Régi rajzok tanúsítják, hogy egykor sokkal jobb állapotban voltak. Az egyik dombormű Ozirisz előtt ábrázolja Merirét és feleségét, Baketamont, egy másik regiszterben pedig Ré-Harahti előtt. A másik töredéken a felső regiszterben Meriré és Baketamon áldozati asztal előtt ülnek, az alsó regiszterben a kincstárnokot a király fiával, Sziatummal együtt ábrázolják; a herceg Meriré ölében ül, ami azt jelenti, ő volt a fiatal herceg nevelője. Nem említik, ki volt Sziatum apja; nagy valószínűséggel IV. Thotmesz (III. Amenhotep apja).
Meriré sírjában nem maradt fenn az uralkodó említése, így datálása stilisztikai alapon történt III. Amenhotep idejére, a 30. uralkodási év tájékára. A 30. évben a kincstárnoki pozíciót már egy bizonyos Ptahmosze töltötte be.

## Fordítás
- Ez a szócikk részben vagy egészben  a   Meryre (treasurer) című angol Wikipédia-szócikk ezen változatának fordításán alapul.  Az eredeti cikk szerkesztőit annak laptörténete sorolja fel. Ez a jelzés csupán a megfogalmazás eredetét és a szerzői jogokat jelzi, nem szolgál a cikkben szereplő információk forrásmegjelöléseként.
- Ez a szócikk részben vagy egészben  a   Merire című német Wikipédia-szócikk ezen változatának fordításán alapul.  Az eredeti cikk szerkesztőit annak laptörténete sorolja fel. Ez a jelzés csupán a megfogalmazás eredetét és a szerzői jogokat jelzi, nem szolgál a cikkben szereplő információk forrásmegjelöléseként.